# Saltos ornamentais no Campeonato Mundial de Esportes Aquáticos de 2024 - Trampolim 1 m individual feminino

A prova do trampolim 1 m individual feminino  dos saltos ornamentais no Campeonato Mundial de Esportes Aquáticos de 2024 foi realizada no dia 2 de fevereiro de 2024 em Doha, no Catar.

## Cronograma
Todos os horários estão na hora local (UTC+3).
| Data           | Hora  | Evento       |
| -------------- | ----- | ------------ |
| 2 de fevereiro | 10:02 | Eliminatória |
| 2 de fevereiro | 19:02 | Final        |

## Formato da competição
A competição consiste em duas rodadas: eliminatória e final. As 12 melhores nadadoras classificam-se a final.

## Medalhistas
| Ouro                     | Prata                     | Bronze            |
| Alysha Koloi · Austrália | Grace Reid · Grã-Bretanha | Maha Amer · Egito |

## Resultados
| Pos.              | Saltadora                   | Nacionalidade        | Eliminatória | Eliminatória | Final         | Final         |
| Pos.              | Saltadora                   | Nacionalidade        | Pontos       | Pos.         | Pontos        | Pos.          |
| ----------------- | --------------------------- | -------------------- | ------------ | ------------ | ------------- | ------------- |
| Medalha de ouro   | Alysha Koloi                | Austrália            | 240.00       | 6            | 260.50        | 1             |
| Medalha de prata  | Grace Reid                  | Grã-Bretanha         | 242.55       | 3            | 257.25        | 2             |
| Medalha de bronze | Maha Amer                   | Egito                | 257.95       | 1            | 257.15        | 3             |
| 4                 | Jette Müller                | Alemanha             | 236.95       | 8            | 253.70        | 4             |
| 5                 | Arantxa Chávez              | México               | 232.80       | 10           | 249.70        | 5             |
| 6                 | Hailey Hernandez            | Estados Unidos       | 232.05       | 11           | 249.60        | 6             |
| 7                 | Alison Gibson               | Estados Unidos       | 240.45       | 5            | 249.35        | 7             |
| 8                 | Kim Su-ji                   | Coreia do Sul        | 243.85       | 2            | 248.60        | 8             |
| 9                 | Michelle Heimberg           | Suíça                | 230.95       | 12           | 248.50        | 9             |
| 10                | Emilia Nilsson Garip        | Suécia               | 242.15       | 4            | 247.45        | 10            |
| 11                | Elena Bertocchi             | Itália               | 239.95       | 7            | 236.55        | 11            |
| 12                | Elna Widerström             | Suécia               | 233.35       | 9            | 235.50        | 12            |
| 13                | Paola Pineda                | México               | 230.85       | 13           | Não avançaram | Não avançaram |
| 14                | Naïs Gillet                 | França               | 229.40       | 14           | Não avançaram | Não avançaram |
| 15                | Mia Vallée                  | Canadá               | 229.35       | 15           | Não avançaram | Não avançaram |
| 16                | Lauren Hallaselkä           | Finlândia            | 229.30       | 16           | Não avançaram | Não avançaram |
| 17                | Anna Santos                 | Brasil               | 228.65       | 17           | Não avançaram | Não avançaram |
| 18                | Prisis Ruiz                 | Cuba                 | 227.80       | 18           | Não avançaram | Não avançaram |
| 19                | Kaja Skrzek                 | Polónia              | 225.55       | 19           | Não avançaram | Não avançaram |
| 20                | Lauren Burch                | Porto Rico           | 215.25       | 20           | Não avançaram | Não avançaram |
| 21                | Aleksandra Błażowska        | Polónia              | 214.60       | 21           | Não avançaram | Não avançaram |
| 22                | Luana Lira                  | Brasil               | 213.55       | 22           | Não avançaram | Não avançaram |
| 23                | Kim Na-hyun                 | Coreia do Sul        | 212.05       | 23           | Não avançaram | Não avançaram |
| 24                | Elizabeth Pérez             | Venezuela            | 208.55       | 24           | Não avançaram | Não avançaram |
| 25                | Madeline Coquoz             | Suíça                | 207.35       | 25           | Não avançaram | Não avançaram |
| 26                | Kimberly Bong               | Malásia              | 205.80       | 26           | Não avançaram | Não avançaram |
| 27                | Elizabeth Roussel           | Nova Zelândia        | 205.10       | 27           | Não avançaram | Não avançaram |
| 28                | Saskia Oettinghaus          | Alemanha             | 203.90       | 28           | Não avançaram | Não avançaram |
| 29                | Bailey Heydra               | África do Sul        | 201.35       | 29           | Não avançaram | Não avançaram |
| 30                | Caroline Kupka              | Noruega              | 199.30       | 30           | Não avançaram | Não avançaram |
| 31                | Ong Ker Ying                | Malásia              | 198.00       | 31           | Não avançaram | Não avançaram |
| 32                | Brittany O'Brien            | Austrália            | 194.10       | 32           | Não avançaram | Não avançaram |
| 33                | Chiara Pellacani            | Itália               | 193.05       | 33           | Não avançaram | Não avançaram |
| 34                | Victoria Garza              | República Dominicana | 183.15       | 34           | Não avançaram | Não avançaram |
| 35                | Zalika Methula              | África do Sul        | 181.05       | 35           | Não avançaram | Não avançaram |
| 36                | Tereza Jelínková            | Chéquia              | 180.00       | 36           | Não avançaram | Não avançaram |
| 37                | Estilla Mosena              | Hungria              | 178.95       | 37           | Não avançaram | Não avançaram |
| 38                | Sude Köprülü                | Turquia              | 167.30       | 38           | Não avançaram | Não avançaram |
| 39                | Laura Valore                | Dinamarca            | 165.25       | 39           | Não avançaram | Não avançaram |
| 40                | Patrícia Kun                | Hungria              | 156.40       | 40           | Não avançaram | Não avançaram |
| 41                | Ashlee Tan                  | Singapura            | 155.05       | 41           | Não avançaram | Não avançaram |
| 42                | Ivana Medková               | Chéquia              | 148.55       | 42           | Não avançaram | Não avançaram |
| 43                | Tekle Sharia                | Geórgia              | 148.30       | 43           | Não avançaram | Não avançaram |
| 44                | Chan Tsz Ming               | Hong Kong            | 141.95       | 44           | Não avançaram | Não avançaram |
| 45                | Gladies Lariesa Garina Haga | Indonésia            | 135.65       | 45           | Não avançaram | Não avançaram |
| 46                | Mariam Shanidze             | Geórgia              | 127.80       | 46           | Não avançaram | Não avançaram |
| 47                | Palak Sharma                | Índia                | 117.65       | 47           | Não avançaram | Não avançaram |